# 梶原完
梶原 完（かじわら ひろし、1924年（大正13）11月9日 - 1989年（平成元）7月29日）は、日本出身のピアニスト、音楽教育者。日本で演奏活動を始めた後、1954年にドイツに渡り、ヨーロッパ各地で演奏を重ねる。1960年からドイツ西部のベッツドルフにあるアドルフ音楽院でピアノのレッスンを始め、演奏活動を続けるかたわら多くの生徒を育てた。

## 生い立ち
梶原完は、父梶原國生と母恒子の次男として、1924年11月9日に上海で生まれた。長野県出身の父は満鉄調査部上海事務所に勤めており、音楽を愛する学究肌の人物だった。同じく長野県出身の母は、女子高等師範学校を首席で卒業し、仙台で教師を務めた後に、結婚まで東京の東洋英和女学院でも教えていた。結婚後1923年に長男恒生が生まれ、上海配属となった父は妻子と共に海を渡り、その地で生まれたのが完である。
アヘン戦争後に西欧列強の租界となっていた上海には、多くの西洋人が母国の文化を享受するための劇場や公園などが整備され、1920年代にはヨーロッパと同じプログラムの演奏会が開催されるようになっていた。そうした環境にいた完は、父の蓄音機で西洋音楽ばかり聴いて育ち、夏には公園で開催される野外音楽会に家族ででかけていた。また母恒子の務めた上海の日本高等女学校の音楽担当に、東京音楽学校器楽部を卒業した成田蔵己がいて、父國生と意気投合して上海音楽研究会を組織していた。しかし次第に戦争の足音が近づき、兄恒生が学齢期に達することもあり、母と二人の息子は1928年に帰国、本郷西片町に住むことになった。
1931年本郷の誠之小学校に入学したが、おそらくその前から母の手ほどきでピアノを弾くようになっていた。その後東京音楽学校講師の田中規矩士に、後に同じく東京音楽学校教授萩原英一にピアノを師事した。二人の師は共にドイツ留学の経験があった。6年生のころには東京音楽学校卒業後ドイツに留学し、帰国後ピアニストとして活躍していた福井直俊に師事している。1937年に東京府立第七中学校（後の都立墨田川高等学校）に入学。1940年の学芸大会ではショパン『幻想即興曲』やベートーヴェン『月光ソナタ』などを披露する腕前だった。

## 日本での音楽活動

### 東京音楽学校
1941年9月に東京音楽学校予科に入学、翌年本科生となる。既に太平洋戦争が始まり、音楽界も統制の波が押し寄せ、東京音楽学校にも報国団が結成された。梶原は報国団演奏会（学内演奏会）に1942年から44年まで8回出演し、スメタナ、シューマン、ショパンなどのピアノ曲や室内楽を演奏した。一方で読譜が速く初見能力も高かったので、他のソリストの伴奏者としても活躍した。

### 陸軍戸山学校軍楽隊
1944年9月に東京音楽学校本科器楽部ピアノ科を繰り上げ卒業した。その前に乗杉嘉壽校長と山口常光軍楽隊長との計らいで陸軍戸山学校軍楽隊の入隊試験を知らせる貼り紙が学校に貼りだされ、何人もの生徒と応募し、合格していた。10月に入隊した120名のうち音楽学校からの同期生は14人で、芥川也寸志、石津憲一、伊藤栄一、内田富美也、奥村一、北爪規世、斎藤高順、鈴木良一、團伊玖磨、沼田元一、萩原哲昌、早川博二、藤嶋義勝、そして梶原完であった。
軍楽隊では生徒としてオーボエやクラリネットを割り当てられたが、その練習時間の多くはピアノを弾く方に費やされた。1945年4月13日の空襲で戸山学校は焼失したが、隊員や楽器は防空壕に入っていて無事だった。5月には卒業式があり、生徒たちは上等兵となって日本橋高等女学校に移った。そのまま8月に終戦を迎え、軍楽隊は解散した。

### 日本での演奏活動
終戦後に東京音楽学校では乗杉校長が辞職し、10月に文部省学校教育局長田中耕太郎が校長事務取扱となり、11月3日の初登校の日の午後には、梶原の独奏会を鑑賞した。この日のための練習かどうかは不明だが、10月21日に梶原が奏楽堂でピアノを弾く写真が遺されている。1946年10月には東京音楽学校ピアノ科教務嘱託となった。翌11月に開催された戦後初の芸術祭（大学祭）では、11月9日に共立講堂で開かれた「洋楽演奏会・教官演奏会」に出演、ラフマニノフ『前奏曲』やドビュッシー『月の光』などを独奏し、R.シュトラウスの歌曲を歌う畑中良輔の伴奏を務め、宅孝二の2台ピアノのための作品を作曲者と二人で演奏した。
同じ1946年の4月16日に梶原は日比谷公会堂でデビューリサイタルを開催し、満員の聴衆を前にシューマン『謝肉祭』、ショパン『24の前奏曲』、ドビュッシー『3つの版画』、そしてワーグナー作曲リスト編曲『タンホイザー行進曲』を演奏した。その後年に2回のペースでリサイタルを開催し、1954年7月11日の第16回は「渡欧記念演奏会」と銘打ってラヴェル『水の戯れ』やリスト『ハンガリー狂詩曲』などを演奏した。リサイタルの他にオーケストラとも数多く共演し、1948年6月22日には日比谷公会堂で早坂文雄『ピアノ協奏曲第1番』を上田仁指揮の東宝交響楽団（現東京交響楽団）と共に初演するなど、何曲ものピアノ協奏曲を演奏している（「日本でのオーケストラとの共演」の項目参照）。
東京音楽学校は1949年に東京芸術大学音楽学部となり、梶原は非常勤講師、翌1950年には助教授に就任した。彼の教え子には、関原和子、江口都、諸井誠、本田皞がいる。1949年に婦人画報社から出版された『音楽講座第1巻ピアノの技法』では、「第5章ベートーヴェンの奏法」を梶原が担当している。
梶原は日本での演奏活動を重ねていたが、もとよりルビンシュタインの演奏に憧れ、ヨーロッパ留学への思いを募らせていた。1952年に来日したピアニスト、アルフレッド・コルトー宛に、パリのエコールノルマルへの留学を願う手紙を送ったりした。そしてついに1954年9月から1955年6月まで、文部省在外研究員としてウィーン音楽アカデミーとフランクフルト音楽大学での海外研修が認められ、8月末に日本を発った。

## 渡欧後の音楽活動

### 演奏活動
ウィーン音楽アカデミーではグレーテ・ヒンターホーファーに師事し、フランクフルト音楽大学にも通ったが、得るものは多くなかった。しかしマネージャーでチェリストのロベルト・ネッテコーヴェンと知り合い、1955年4月にフランクフルトでヨーロッパ・デビュー・リサイタルを開催することができた。ウィーンでもリサイタルを開き、またマネージャーのヴァルター・ボルマンも紹介された。1955年6月にはパリでコルトーのレッスンも受けることができた。そして7月5日の読売新聞にリサイタル成功の記事が載り、同時に研究休職が認められた。
梶原はフランクフルトの南のダルムシュタットに居を構え、1956年1月にはウィーンのコンツェルトハウスで演奏会を成功させ、フランクフルト始め各地での演奏会を続けていった。芸大には2年間の休職願を提出し、各地でのリサイタルは日本でも放送されることがあった。そして1958年には芸大を辞職した。演奏会はイタリア、ベルギー、フランス、スイスに広がっていた。

### アドルフ音楽院

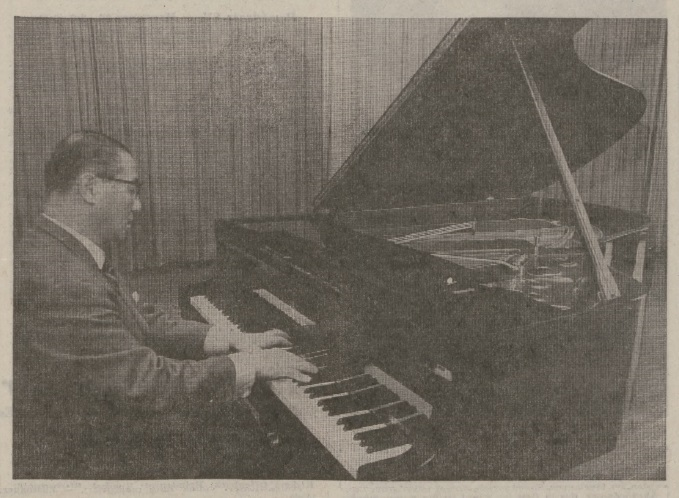
ベッツドルフの高校講堂でスタインウェイのコンサートグランドを演奏する梶原完

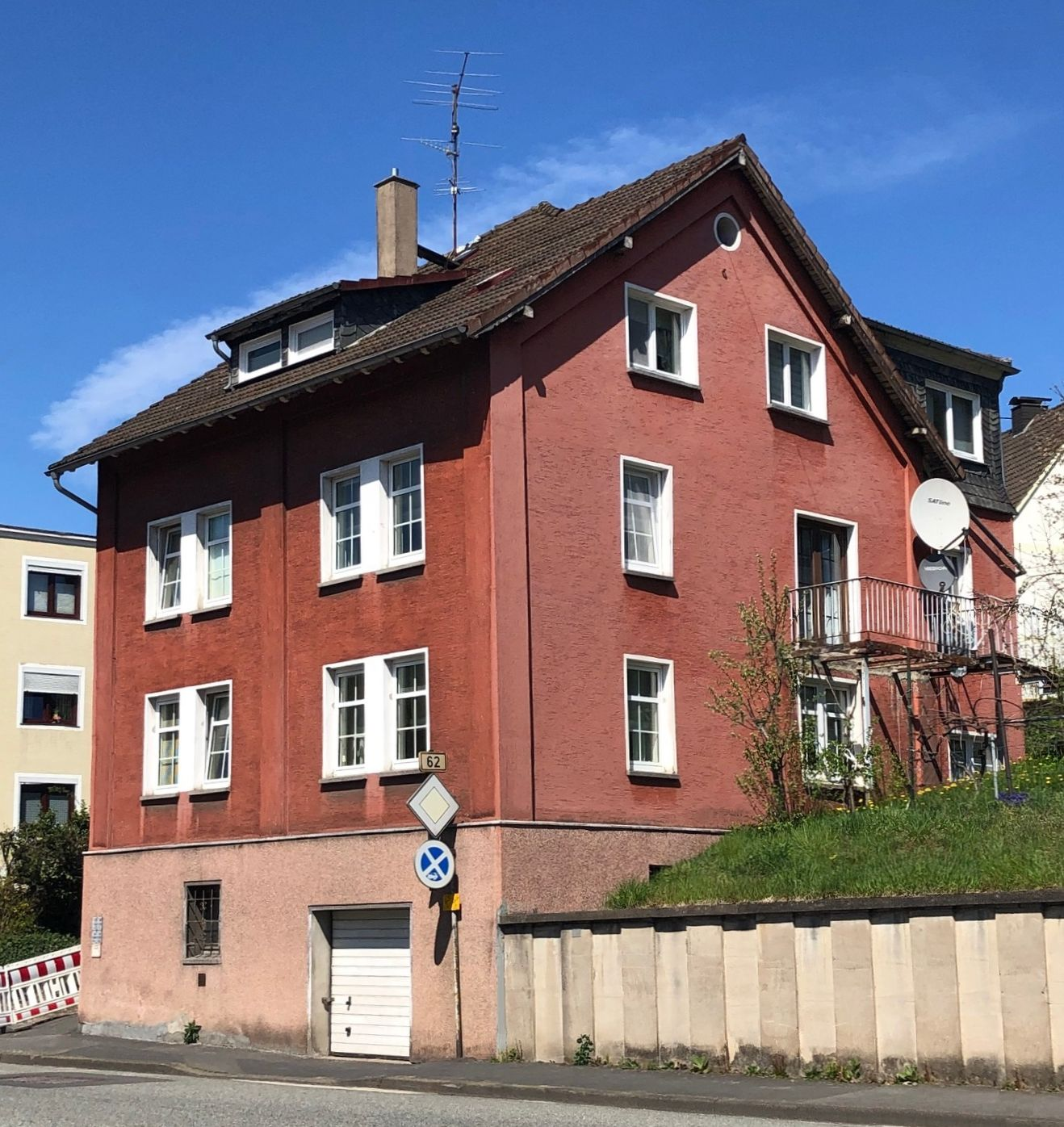
アドルフ音楽院であった建物

1960年にフランクフルトの北にあるベッツドルフでリサイタルをした際、聴衆で地元の内科医アルント・アドルフから、アドルフ音楽院（Adorf'schen Konservatorium）でのレッスンを依頼された。アドルフ音楽院はアルントの母パウリーネが1948年に創設した個人経営の音楽学校で、自治体に公認され財政支援を受けていた。梶原はこの申し出を受け、演奏活動の傍ら週に一度ベッツドルフに通い、1962年からはベッツドルフに転居してピアノのレッスンを行った。1963年1月6日にはレッスン風景や演奏会の様子が、NHKテレビ「海外の日本人」シリーズで放映されている。　
レッスンの一方で演奏会は年間50回ほどをこなし、スカンジナビアからパレルモまで自動車で遠征したが、遠距離の演奏旅行は生徒たちの夏休み期間に限るようになった。1975年から1989年に亡くなるまでに20回の演奏会を行い、音楽院でのレッスンも続けていたが、糖尿病の治療にも追われていた。そして彼は1989年7月29日に自宅で亡くなった。

## レパートリーと演奏スタイル
梶原の演奏会プログラムの構成例には次のものがある。（1）ハイドン『アンダンテと変奏』、ベートーヴェン『ソナタ イ長調 op.101』、ブラームス『インテルメッツォ』『ラプソディ』。（2）ショパン『24の前奏曲』、モーツァルト『ソナタ KV282』、メンデルスゾーン『厳格な変奏曲』、奥村一『ピアノのための3つの日本民謡』、ドビュッシー『喜びの島』、リスト『即興的ワルツ』他。（3）シューベルト『ソナタ イ長調 op.120』、ブラームス『ヘンデルの主題による変奏曲』、フランク『前奏曲、コラールとフーガ』、シューマン『交響的練習曲』。
ピアノ協奏曲のレパートリーは、「日本でのオーケストラとの共演」にあげられているものの他に、ブラームス、ショパン、フランク、フォーレ、モーツァルト、プロコフィエフ、ラフマニノフ、ラヴェル、ショスタコーヴィチ、シューマン、R.シュトラウス、ウェーバーの協奏曲がある。
梶原はルビンシュタインやコルトーの演奏を理想としていて、自分でもそのようなスタイルで演奏をしていた。それは19世紀から20世紀の1920年代までの、特にドイツで流布していたものだった。　　

## 評価
日本でデビューリサイタルを開いた頃は、テクニックの高さは評価されたが、芸術性の乏しさを批判するものが多かった。一方で、まず技術的にしっかりした演奏をした上で芸術性をみがいていく梶原の姿勢を評価する評論家もいた。
ヨーロッパデビューリサイタルの評では、「日本人にもヨーロッパ音楽を演奏できる驚くべき能力があることを、実に多彩なプログラムで証明してくれた。梶原のテクニックは完璧である。心ゆさぶる緊張感があった」と絶賛された（フランクフルター・アルゲマイネ紙）。1956年のウィーンでは、「種々の国の音楽が華麗なテクニックで演奏されたことに聴衆はやんやの喝采を贈った」（ウィーン新聞）、「梶原の場合には、理解とテクニックは完全に一体化されている。観客の入りはよく、芸術面でも成功した演奏会だった」（ヴェルト・プレス）と高い評価を得ている。
1964年ウィーンでのリサイタルでも、モーツァルトとベートーヴェンの演奏の質の高さを称えられたうえで、「ドビュッシーはヨーロッパのピアノ曲では最も日本人に相応しいと思われる。梶原は内面を集中させて『映像』を描き、解放感、音色の魅惑的な戯れ、磨きにかかった音の点描が表現された。『ペトルシュカ』の最初と最後の楽章は息をもつかせず、中間の短い楽章では悲嘆に満たされ、無慈悲なまでに野趣に富む表現へと至った。」と評価されている。

## 日本でのオーケストラとの共演
- 1947年9月24日 ベートーヴェン「ピアノ協奏曲第5番」 東京フィルハーモニー交響楽団[52]
- 1948年1月22日 諸井三郎「アレグロ」（初演） 作曲者指揮 東京フィルハーモニー交響楽団[53][54]
- 1948年4月20日 ベートーヴェン「ピアノ協奏曲第5番」 斎藤秀雄指揮 東京フィルハーモニー交響楽団[55][56]
- 1948年6月22日 早坂文雄「ピアノ協奏曲第1番」（初演） 上田仁指揮 東宝交響楽団[28][57][58]
- 1949年2月14, 15日 リスト「ピアノ協奏曲第1番」 山田和男指揮 日本交響楽団[55]
- 1949年5月21日 ベートーヴェン「ピアノ協奏曲第5番」 尾高尚忠指揮 日本交響楽団[59]
- 1949年10月17, 18日 サン=サーンス「ピアノ協奏曲第4番」 山田和男指揮 日本交響楽団[55]
- 1951年4月7日 リスト「ピアノ協奏曲第1番」 前田幸市郎指揮 東京フィルハーモニー交響楽団[59]
- 1951年5月12日 ベートーヴェン「ピアノ協奏曲第5番」 山田和男指揮 日本交響楽団[59]
- 1952年3月31日 ベートーヴェン「ピアノ協奏曲第4番」 高田信一指揮 東京フィルハーモニー交響楽団[55][59]
- 1952年4月4日 グリーク「ピアノ協奏曲イ短調」 山田和男指揮 名古屋交響楽団[59]
- 1952年5月9日 チャイコフスキー「ピアノ協奏曲第1番」 平井哲三郎指揮 東京フィルハーモニー交響楽団[59]
- 1952年5月17日 ベートーヴェン「ピアノ協奏曲第5番」 前田幸市郎指揮 東京フィルハーモニー交響楽団[59]
- 1953年12月21日 バルトーク「ピアノ協奏曲第3番」 渡邉曉雄指揮 東京フィルハーモニー交響楽団[55]

## 家族
兄の恒生は1943年に進路のことで悩み、自死した。父の國生は終戦後に上海から帰国したが、母子と共に住むことはなかった。1969年には77歳になった母恒子が日本の住まいを引き払って渡独し、ベッツドルフで共に暮らし、1986年に亡くなった。
梶原の墓所は台東区入谷の正覚寺にあり、恒子、恒生、完が眠っている。1976年に没した父國生の墓所は港区の聖アンデレ教会にある。